# Championnat du Nigeria de football 2008-2009
Navigation
Saison précédente Saison suivante
La saison 2008-2009 du Championnat du Nigeria de football est la dix-neuvième édition de la première division professionnelle au Nigeria, la First Division League. Vingt clubs prennent part au championnat qui prend la forme d'une poule unique où toutes les équipes se rencontrent deux fois au cours de la saison. À la fin de la saison, les quatre derniers sont relégués et remplacés par les quatre meilleurs clubs de Division II, la deuxième division nigériane.
C'est le club de Bayelsa United FC qui remporte le championnat après avoir terminé en tête du classement final de la SuperLeague, avec trois points d'avance sur le club de Heartland FC et six sur Enyimba FC. C'est le 1er titre de champion du Nigeria de l'histoire du club.
Les deux premiers du classement se qualifient pour la prochaine Ligue des champions tandis que le club classé 3e et le vainqueur de la Coupe du Nigeria obtiennent leur place pour la Coupe de la confédération.

## Les clubs participants
| - Akwa United FC - Sunshine Stars FC - Nassarawa United FC - Enyimba FC - Abuja FC - Promu de Division II - Enugu Rangers - Gombe United FC - Kaduna United FC - Promu de Division II - Kano Pillars - Sharks FC | - Wikki Tourists FC - Heartland FC - Gateway FC - Promu de Division II - JUTH FC - Warri Wolves FC - Promu de Division II - Zamfara United FC - Lobi Stars FC - Bayelsa United FC - Niger Tornadoes - Ocean Boys FC |

## Compétition
Le barème de points servant à établir le classement se décompose ainsi :
- Victoire : 3 points
- Match nul : 1 point
- Défaite : 0 point

### Classement
| Rang | Équipe               | Pts | J  | G  | N  | P  | Bp | Bc | Diff |
| ---- | -------------------- | --- | -- | -- | -- | -- | -- | -- | ---- |
| 1    | Bayelsa United FC    | 70  | 38 | 21 | 7  | 10 | 50 | 27 | +23  |
| 2    | Heartland FC         | 67  | 38 | 20 | 7  | 11 | 47 | 27 | +20  |
| 3    | Enyimba FC (C)       | 64  | 38 | 19 | 7  | 12 | 38 | 29 | +9   |
| 4    | Warri Wolves FC (P)  | 58  | 38 | 17 | 7  | 14 | 45 | 36 | +9   |
| 5    | Niger Tornadoes      | 56  | 38 | 15 | 11 | 12 | 37 | 31 | +6   |
| 6    | Enugu Rangers        | 56  | 38 | 15 | 11 | 12 | 34 | 28 | +6   |
| 7    | Kano Pillars (T)     | 54  | 38 | 14 | 12 | 12 | 35 | 35 | 0    |
| 8    | Ocean Boys FC        | 54  | 38 | 15 | 9  | 14 | 28 | 34 | -6   |
| 9    | Sharks FC            | 53  | 38 | 15 | 8  | 15 | 41 | 37 | +4   |
| 10   | Kaduna United FC (P) | 53  | 38 | 15 | 8  | 15 | 32 | 43 | -11  |
| 11   | Gateway FC (P)       | 51  | 38 | 14 | 9  | 15 | 32 | 34 | -2   |
| 12   | Gombe United FC      | 51  | 38 | 15 | 6  | 17 | 28 | 35 | -7   |
| 13   | Sunshine Stars FC    | 49  | 38 | 13 | 10 | 15 | 33 | 34 | -1   |
| 14   | Lobi Stars FC        | 49  | 38 | 13 | 10 | 15 | 35 | 37 | -2   |
| 15   | Wikki Tourists FC    | 49  | 38 | 14 | 7  | 17 | 26 | 37 | -11  |
| 16   | Zamfara United FC    | 48  | 38 | 13 | 9  | 16 | 44 | 43 | +1   |
| 17   | Akwa United FC       | 48  | 38 | 14 | 6  | 18 | 41 | 42 | -1   |
| 18   | JUTH FC              | 47  | 38 | 13 | 8  | 17 | 26 | 28 | -2   |
| 19   | Nassarawa United FC  | 39  | 38 | 10 | 9  | 19 | 27 | 47 | -20  |
| 20   | Abuja FC (P)         | 37  | 38 | 8  | 13 | 17 | 23 | 38 | -15  |

|  | Qualification pour la Ligue des champions de la CAF 2010                                 |
|  | Qualification pour la Coupe de la confédération 2010                                     |
|  | Relégation en Division Two                                                               |
|  | (T) : Tenant du titre (C) : Vainqueur de la Coupe du Nigeria (P) : Promu de Division Two |

## Bilan de la saison
| Championnat du Nigeria de football 2008-2009 |                               |
| Champion                                     | Bayelsa United FC (1er titre) |
| Coupes et trophées                           |                               |
| Vainqueur de la Coupe du Nigeria 2008-2009   | Enyimba FC                    |
| Qualifications continentales                 |                               |
| Ligue des champions de la CAF 2010           | Bayelsa United FC             |
| Ligue des champions de la CAF 2010           | Heartland FC                  |
| Coupe de la confédération 2010               | Enyimba FC                    |
| Coupe de la confédération 2010               | Warri Wolves FC               |
| Promotions et relégations                    |                               |
| Promus en First Division                     | Dolphin FC                    |
| Promus en First Division                     | Shooting Stars FC             |
| Promus en First Division                     | Ranchers Bees                 |
| Promus en First Division                     | Sharks FC                     |
| Relégués en Division II                      | Akwa United FC                |
| Relégués en Division II                      | JUTH FC                       |
| Relégués en Division II                      | Nassarawa United FC           |
| Relégués en Division II                      | Abuja FC                      |